# 피아노 소나타 11번 (베토벤)

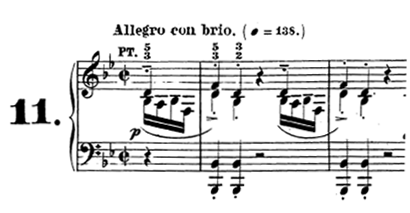

피아노 소나타 11번 내림나장조, 작품 번호 22는 루트비히 판 베토벤에 의해 쓰인 피아노 소나타이다.

## 개요
이 11번 소나타가 쓰인 시기의 베토벤은 왕성한 작곡 의욕을 차례차례로 형상화해 가고 있어, 부족한 깃털펜을 보내달라고 친구에게 의뢰하고 있을 정도였다. 이러한 가운데 현악 사중주, 작품 번호 18 세트 등과 병행하여 1799년부터 써 나갔고, 이듬해 여름 무렵에 운터되블링에서 완성했다고 하는 본 작품은 베토벤의 야심작이다. "이 소나타는 환상적인 것입니다"라고 자찬하는 이 작품에 대해 작곡자가 출판인인 프란츠 안톤 호프마이스터에게 요구한 금액은 교향곡 1번이나 칠중주과 동일한 금액이었다고 한다. 게다가 출판을 하면서 스스로 "대소나타"("Grande Sonate")'라고 명명한 것에서도 자신감을 엿볼 수 있다.
하지만, 베토벤의 기세와는 달리 오늘날에는 이 작품이 잘 알려져 있지 않고, 데니스 매튜스처럼 새로움이 전무하다고 혹평한 전문가도 있다. 한편, 이 작품을 호의적으로 평가하는 입장에서는 전통에 입각한 형식적 틀 속에서 젊은이다운 느긋함을 자유자재로 발휘한 초기 양식을 마무리 하기에 적합한 작품이라는 평을 내놓는다.
악보는 1802년 3월에 호프마이스터를 통해 출판되어 베토벤을 비호한 요한 게오르그 폰 브로우네 백작에게 봉헌되었다. 백작에게는 1798년에도 현악 삼중주, 작품 번호 9 세트가 봉헌되었는데, 이때 헌사에는 "최고의 작품을 우리 예술의 가장 사랑하는 애호자에게 바칩니다"고 적혀 있었다. 백작의 부인인 안나 마가렛 폰 브로우네 또한 1798년에 백작과 마찬가지로 베토벤을 지지하여 작품 번호 10 세트의 피아노 소나타(5번, 6번, 7번)를 헌정받은 바 있다